# Апостольский викариат Инириды
Апостольский викариат Инириды (лат. Vicariatus Apostolicus Iniridanus) — апостольский викариат Римско-Католической Церкви с центром в городе Инирида. Апостольский викариат Инириды подчиняется непосредственно Святому Престолу и распространяет свою юрисдикцию на часть территории департамента Вичада и на департамент Гуайния.

## История
Миссионерская деятельность Католической церкви в департаменте Гуайния среди индейцев началась только в 50-е годы XX столетия. До этого здесь в 40-х годах XX столетия проповедовали различные протестантские церкви.
30 ноября 1996 года Римский папа Иоанн Павел II издал буллу «Studiosam sane curam», которой разделил апостольский викариат Миту-Инириды на апостольский викариат Миту и апостольский викариат Инириды.

## Ординарии апостольского викариата
- епископ Antonio Bayter Abud M.X.Y.[1] (30.11.1996 — 3.12.2013);
- епископ Joselito Carreño Quiñonez M.X.Y. (3.12.2013 — по настоящее время).

## Источник
- Annuario Pontificio, Libreria Editrice Vaticana, Città del Vaticano, 2003, ISBN 88-209-7422-3
- Bolla Studiosam sane curam  (лат.)